# Cannonball's Bossa Nova
Cannonball's Bossa Nova é um álbum de jazz do músico Julian "Cannonball" Adderley. Lançado pela primeira vez em Riverside em 1963, o álbum foi relançado pela Capitol Records diversas vezes com diferentes coberturas e títulos.

## Recepção
A Allmusic avaliando por Al Campbell premiado com o álbum de 2 estrelas, afirma: "Infelizmente esta versão contém pouco de fogo, como Adderley não tinha muito tempo para ensaio com esses músicos. Combinado com a natureza repetitiva da Bossa Nova o processo pode se tornar tedioso..." The Penguin Guide to Jazz premiada com o álbum de 3 estrelas, afirma: "Cannonball's Bossa Nova encontra Adderley em um período de férias no Brasil, com alguns dos talentos locais. Pouco mais de uma excursão de natureza doce em algo da música indígena, é uma diversão agradável."
| Críticas profissionais    | Críticas profissionais |
| Avaliações da crítica     | Avaliações da crítica  |
| Fonte                     | Avaliação              |
| ------------------------- | ---------------------- |
| Allmusic                  | [ 3 ]                  |
| The Penguin Guide to Jazz | [ 4 ]                  |

## Lista Completa
Lado A
1. Clouds – 4:49 (D. Ferreira, M. Einhorn)
2. Minha Saudade – 2:20 (João Donato)
3. Corcovado – 6:42 (Antonio Carlos Jobim)
4. Batida Diferente – 3:25 (D. Ferreira, M. Einhorn)

Lado B
1. Joyce's Samba – 3:10 (D. Ferreira, M. Einhorn)
2. Groovy Samba – 4:58 (Sergio Mendes)
3. O Amor Em Paz (Once I Loved) – 7:46 (Jobim, DeMoraes, Gilbert)
4. Sambop – 3:32 (D. Ferreira, M. Einhorn)

CD de 1999, lançado pela Capitol Records
1. Clouds – 4:49 (D. Ferreira, M. Einhorn)
2. Minha Saudades – 2:20 (Joao Donato)
3. Corcovado – 6:41 (Antonio Carlos Jobim)
4. Batida Diferente – 3:24 (D. Ferreira, M. Einhorn)
5. Joyce's Sambas – 3:10 (D. Ferreira, M. Einhorn)
6. Groovy Sambas – 4:56 (Sergio Mendes)
7. O Amor Em Paz (Once I Loved) – 7:46 (Jobim, DeMoraes, Gilbert)
8. Sambops – 3:32 (D. Ferreira, M. Einhorn)
9. Corcovado – 5:35 (Antonio Carlos Jobim) – Bonus track - alternate take
10. Clouds – 2:41 (D. Ferreira, M. Einhorn) – Bonus track - single version

## Músicos
1. Cannonball Adderley - saxofone alto
2. Sérgio Mendes - Piano
3. Durval Ferreira - guitarra
4. Octavio Bailly, Jr. - baixo
5. Dom Um Romão - bateria
6. Pedro Paulo - trompete (# 2, 4-5, 7-8)
7. Paulo Moura - saxofone alto (# 2, 4-5, 7-8)